# NetWeaver
SAP NetWeaver est une plateforme technique SOA contenant un EAI pour toutes les nouvelles applications SAP. SAP NetWeaver est une plateforme ouverte aux standards de l'industrie informatique et peut coopérer avec Microsoft .NET, Sun Java EE, et IBM WebSphere. Le produit est livré avec les outils de développement pour les applications SAP.   

## Composition
NetWeaver est essentiellement la plateforme d'intégration des applications SAP. Le Web Application Server (souvent appelé Web AS) est l'environnement applicatif pour toutes les applications SAP ; Les solutions mySAP Business Suite, SRM, CRM, SCM, PLM, ERP tournent sur un Web AS. 

### Produits
Les produits standards inclus:
- SAP NetWeaver Application Server (Web AS)
- Exchange Infrastructure|SAP Exchange Infrastructure (XI)|SAP Process Integration (PI) (depuis 7.0)
- SAP Enterprise Portal
- SAP Master Data Management (MDM)
- SAP NetWeaver Mobile
- SAP BW

SAP a développé un partenariat avec HP et IBM afin de développer des solutions tout en un (hardware + software) pour simplifier le développement et le déploiement des composants NetWeaver comme SAP BI Accelerator.

## Outils de développement
- SAP Enterprise Portal
- Visual Composer
- SAP NetWeaver Developer Studio
- SAP Netweaver Development Infrastructure (NWDI)
- Java PDK
- Web Dynpro
- Web Dynpro for Java
- Web Dynpro for ABAP
- ABAP Workbench
- .NET PDK
- SAP Composite Application Framework - un environnement pour développer des applications composite

La plateforme NetWeaver platform utilise toujours l'ABAP, le langage de développement spécifique SAP.